# خالد المهدي
خالد المهدي (من مواليد مدينة القاهرة) هو كاتب ومؤلِّف كتب صوتيّة ومخرج مصري. صدرت له عددٌ من الكتب والروايات لعلَّ أبرزها تلك الرواية الصوتيّة التي نُشرت عام 2009 تحتَ عنوان «مملكة الأعداء الخفية» وفيها تناول قضيّة قصّة برصيصة أو كما يُطلق عليه عابد بني إسرائيل، كما له روايات ورقيّة أخرى من أشهرها رواية «آخر أيام الأرض» والتي يتحدث فيها عن المسيج الدجال، فضلًا عن رواية «أسطورة علي الزيبق» التي صدرت عام 2017 والتي يتحدث فيها عن بطلها علي الزيبق. هناك أيضًا روايةُ «النداهة» التي تناول في موضوعها تلك القرية التي لا تُحبّ الغرباء بعيدًا عن مواضيع الأساطير الدينيّة أو الخرافات مثل ما وصف بعضها في إحدى رواياته.

## الحياة المُبكّرة والتعليم
وُلد خالد المهدي في العاصمة المصريّة القاهرة، وهناك ترعرع وعاش معظم سنوات طفولته. يصفُ خالد نفسه بالشاب الأزهري النزعة، فقد حاول الالتحاق بمعهد الفنون المسرحية لكن لم يتمّ قبوله وقتها لأنه كان حاصلًا على الثانوية الأزهريّة.

## المسيرة المهنيّة

### البداية
توجَّه خالد في وقتٍ ما نحو مجال الكتابة والنشر والتأليف بفضل الخلفيّة الثقافيّة التي جمعها وكوّنها في سنوات شبابه. قرأ المهدي كتابًا فيه دراسة موضوعية أدبية عن قصص رسول الإسلام محمّد وكيف كان الأخير يسرد القصّة وطرقه في سردها وكيف كانت بداية قصته التي يرويها للصحابة ووسطها ونهايتها، فقرَّر حينها البدء في كتابة أول كتابٍ له وهو كتاب «مملكة الأعداء الخفيّة».
تلقَّى خالد المهدي دورة في فنون السيناريو في ورشة محمد حفظي، أمَّا أول انطلاقة له فكانت تأليف عرض مسرحي وإخراجه وتمثيله في دار الحصري الواقع في مسجد ستة أكتوبر حيثُ حضر العرض حوالي 13 ألف شخص، وهى تقريبا نقطة التحول في حياته للتأليف كما ذكر لاحقًا.
انتقل خالد المهدي لعالَم الأفلام الصوتيّة، حيث قدَّم بعض الأفلام الفنيّة التي نالت إشادة من بعض النقاد الذين ركّزوا على المحتوى وكذا المضمون. استخدم خالد في قصّة الفيلمين الصوتيين الذين عمل عليهما أجزاء من التراث الإسلامي حيث تحدث عن فتنة المسيح الدجال وقصّة برصيصة العابد واضعًا كلّ هذه القصص في قالب فني مميّز كما أشار بعض النقاد الناشطين في هذا المجال.
تُعتبر رواية «مملكة الأعداء الخفية» أشهر رواية صوتيّة للكاتب المصري إطلاقًا، خاصّة أنها لم تُصدر ورقيًا بل وُزّعت صوتيًا لا غير وذلك عام 2009. تحدث خالد في هذه الرواية عن قصّة برصيصة أو عابد بني إسرائيل الذي ظلَّ يُصلّي لله 70 سنة وفي النهاية نجحَ الشيطان في إغوائه فزنا وقتل بل وسجدَ للشيطان أيضًا. دمجَ خالد هذه القصّة – الصوتيّة – مع جوانب إنسانيّة وهو ما أثار إعجاب بعض النقاد خاصّة أنه كتب في موضوعٍ غير معروف ولم يكتب الكثيرين فيه في تلك الفترة.

### الأعمال الروائيّة
بحلول الرابع من حزيران/يونيو 2011، صدرت رواية «آخر أيام الأرض» للكاتب المصري في نحو 226 صفحة. تناول خالد في هذه الرواية عددًا من المواضيع الإسلاميّة في قالب روائي وركَّز بالخصوص على ما سمَّاها الأسطورة الحقيقة، أسطورة الدجال الذي سيظهرُ حسب المعتقَد الإسلامي في الرواية في آخر أيام الأرض. صُنّفت هذه الرواية ضمن ما يُعرف بـ «الفانتازيا الإسلامية»، حيث فصَّل خالد فيما وصفها بأعظم فتنة خلقها الله ولم يذكرها في كتابه. يرى المهدي – في الرواية – أنَّ الله حذر من النساء، الولد، المال كفتن وغيرها من الفتن، أما أعظمهم -فلم يُذكر سوى في تناقضات هزلية بأحاديث منسوبة للرسول كواحدة من الأساطير التي لم يسلم منها الإسلام. تحدث خالد أيضًا – في نفس الرواية – عن المهدي المنتظر والمخلص وغيرها من القصص الأيدلوجية للأمم المقهورة، واصفًا كلّ هذا بالخرافات تارةً وتارةً أخرى بالتراث الأسطوري وعدم الإعتقاد بها.
بعد الكتاب الأول بنحو ثلاث سنوات، نشر خالد المهدي رواية جديدة هذه المرّة بعنوان «آخر أيام الأرض: المسيح الدجال». صدرت هذه الرواية في السابع عشر من أيّار/مايو 2014 عن دار دون للنشر والتوزيع في نحو 254 صفحة. تناول خالد في هذه الرواية – كما يدلُّ على ذلك عنوانها – موضوع المسيح الدجال وكيف سيخرج من مخبئه وهو يعتقد أنه سينقذ الأرض ومن عليها، بل سيُطعم الناس ويسقيهم ثمّ يُميتهم ويُحييهم. يُفصّل في كي تتهيأ الأرض لخروجه، كما يتطرق لما يصفها «الأسطورة الحقيقية» التي ستظهرُ في آخر أيام الأرض ومن هنا جاء عنوان الرواية.
نشر خالد المهدي في السادس من كانون الثاني/يناير 2017 رواية «أسطورة علي الزيبق» عن دار الرواق للنشر والتوزيع في نحو 315 صفحة. يجري موضوع الرواية في عالمٍ أسطوري يقفُ فيه الشر بقوة، فيظهر سُنقر الكلبي، كبير جماعة الذعر كبير البصاصين ومن جبل الموت (دليلة) التي سيطرت على الإثنى عشر مملكة وبنت متاهتها كنسيج خيوط العنكبوت حتى تاه كل أهل الممالك فيها، فصاروا يتخبطون في بعضهم بل ويخافون من بعضهم. في ذلك العالم لم يعد أحد قادرًا على التميز بين الخير والشر، إلا بعض الأبطال بقيادة الحسن رأس الغول – الذي جعلهُ خالد بطلًا من أبطال الرواية – قاوموا بشدة، إلى أن ظهر علي الزيبق ابن حسن رأس الغول الذي فعل شيئًا لم يفعله أحد من قبل. ساهمت هذه الرواية في شهرة الكاتب المصري محليًا في مصر وعربيًا في باقي الدول العربي.
ثالث أعمال الروائي المصري كانت روايةُ «النداهة: الملحمة تبدأ بعد الغروب» وهي روايةٌ صُنّفت ضمن قسم روايات الإثارة والمغامرات. صدرت الرواية عام 2019 عن دار دون للنشر والتوزيع (ضمن الترقيم الدولي: 139789778061543) في نحو 166 صفحة، وفيها تناول المهدي قصّةً على لسان بطل الرواية هارون وهدان الذي يعيشُ في قرية لا تحبّ الغرباء، حيث يُقدم سكّانها على سكبِ الماء المالح تحت أقدامه وأقدام باقي الغرباء كي لا تشمّ أرضُ القرية رائحة النداهة، بل يدقون ليلًا بأواني الطعام كأجراس خطر كي لا تسمع أنفاسه النداهة. بسبب كلّ هذا، لا أحد يقتربُ منه، ولا أحد يُخاطبه، بل لا أحد ينظر إليه، وإذا حدث أيٌّ من هذا فسوف تخرج لهم النداهة.

## آراء
في حوارٍ صحفيّ سابق، أكَّد خالد المهدي على أنَّ نقطة التحول في مسارهِ المهني كانت حينما ابتعدَ فترة عن فكرة أو اعتقاد أنَّ الفن حرام، وتوقفَ فترة عن الحلم ثمّ عاد لاحقًا. فكرة التأليف بزغت في ذهن خالد بل وتفجّرت كما يقول في داخل المسجد ثمّ قرر بعدها دراسة السيناريو. وعن توجّهه لعالَم الروايات الصوتيّة، أكَّد خالد أنه وبسبب الأفكار المُعينة التي كانت لديه والتي كان يُريد تنفيذها، قرر التوجّه لهذا المجال لكنّه تفاجأ بسبب المستوى الإنتاجي وحتى الآليات التي لا تسعد على تنفيذ هذه الأفكار بسهولة.
يرى خالد أنَّ هناك فرقٌ شاسعٌ بين الراوية والفيلم، ليس في البناء للقصّة كما يرى بل في التفاصيل؛ لأن في الرواية بحسبه يكون لدى الكاتب مساحة في الوصف مما يُساعد على إظهار الشخصيات بشكلٍ أكبر، على عكس الفيلم الصوتي الذي يكون فيهِ الإيقاع سريعًا ويكون الحوار أقلَّ والمشهد مدته قصيرة. يرى المهدي أنه يتأثر ويتعلم من العديد والكثير من الناس وخاصّة الشخصيات الناجحة سواءً على مستوى العالم العربي أو العالم ككل. يُركّز خالد في أعمالها على السيرة النبوية حيث يؤكّد أنه يرغبُ في تقديمها بشكل يليق بها.

## قائمة أعماله
هذه قائمةٌ بأبرز أعمال الكاتب والمؤلِّف خالد المهدي:
- آخر أيام الأرض[25]
- أسطورة علي الزيبق[26]
- مملكة الأعداء الخفية[27]
- النداهة[28]